# Джон Остерхут
Джон Остерхут (також Джон Остерхаут, англ. John Ousterhout; нар. 15 жовтня 1954, Солано, Каліфорнія) — американський вчений у галузі інформатики, професор Каліфорнійського університету в Берклі, один з активних дослідників і пропагандистів мов сценаріїв в програмуванні, творець високорівневої мови програмування Tcl та бібліотеки віджетів Tk.
В 1997 році покинув Берклі, щоб приєднатися до компанії Sun Microsystems для розробки Tcl. Після декількох років в Sun покинув її, і став співзасновником компанії Scriptics, Inc. (пізніше названої Ajuba Solutions).
Розроблені Остерхутом Tcl та Tk поширюються вільно.